# Molara (Grottaferrata)
Molara è una frazione ricompresa nei comuni di Grottaferrata, Monte Compatri e Rocca Priora, in provincia di Roma, nell'area dei Castelli Romani.

## Storia

### Dalle origini al Medioevo
Molara era un antichissimo castello al XV miglio della Via Latina, oggi Via Anagnina, posto ai piedi del Tuscolo, nell'area dell'antico abitato di Roboraria, 516 metri s.l.m.
La prima citazione del castrum Molariae è del 1090, contenuta nel Chronicon Sublacense, e viene ricordato il passaggio in dote del castello da Agapito dei Conti di Tuscolo ad Annibale Annibaldi. Da questo momento Molara diventerà la roccaforte della famiglia Annibaldi sui Colli Albani.
Successivamente nel 1254 il cardinal Riccardo Annibaldi accolse a Molara papa Innocenzo IV, e nel 1266 Carlo I d'Angiò assieme a 25.000 uomini si fece ospitare dallo stesso cardinale nel castello. Nel 1274 e nel 1275 vi si svolsero i capitoli generali dell'Ordine di Sant'Agostino.
Nel 1328 Molara subì un assedio da parte dell'imperatore Ludovico il Bavaro, e dovette arrendersi dopo tre giorni, l'11 giugno, per mancanza di viveri.
Nel 1423 Paoluzzo Annibaldi, avendo ucciso Savello Savelli, subì la confisca del castello di Molara, che andò per i 5/6 alla Camera Apostolica e per 1/6 ai Savelli. Sennonché in breve se ne impadronirono i Colonna, dato che il castrum Molarie il 1º febbraio 1427 è citato tra i beni dati al cardinal Prospero Colonna dallo zio papa Martino V, con la bolla Etsi Prudens.
Fra alterne vicende, il castello passò dagli Annibaldi ai Colonna; ma nel 1463 papa Pio II così parla di Molara:
(Pio II, Commentarii)

### Dal Rinascimento alla storia contemporanea
Lo stesso si dice nel 1504, quando Annibaldi e Savelli si dividono la proprietà del castrum dirutum di Molara. Nel 1575 Molara è ancora degli Annibaldi, ma alla fine del XVI secolo passa agli Altemps, quindi nel 1613 ai Borghese e nel XVIII secolo agli Aldobrandini.
Nel 1762 il cardinale vescovo di Frascati Duca di York, visitando Monte Porzio Catone e trovandosi a passare tra i resti di Molara, trovò una popolazione misera di vecchi e bambini attorno alle cave di pietra di Molara, prive di supporto religioso e di istruzione, e alcuni bambini andavano nudi; altri abitanti vivevano in spelonche "come le belve", tanto che "privi delle cose necessarie desideravano più la morte che la vita.".
Le frazioni Molara Latina e Vigne della Molara passano dal Comune di Roma a quello di Grottaferrata con R.D. 2657/1884.
Dal 1941 al 1944 nella vallata di Molara venne costruito un aeroporto militare tedesco.

## Geografia
La frazione di Molara sorge in collina, sulla Via Tuscolana, e dista circa 5 km Monte Compatri, 6 da Grottaferrata e 3 da Rocca Priora, ed è situata a 550 metri sul livello del mare.